# Acrolophus misema
Acrolophus misema är en fjärilsart som beskrevs av Walsingham 1914. Acrolophus misema ingår i släktet Acrolophus och familjen Acrolophidae. Inga underarter finns listade i Catalogue of Life.